# Frogatto and Friends
Frogatto and Friends est un jeu vidéo de plateforme et d'aventure sorti en juillet 2010. Le jeu a reçu un bon accueil du public, notamment pour son style de pixel art,,. Le jeu est multiplateforme et fonctionne sur Linux (y compris les appareils portables n900 ), AmigaOS4 , AROS , Mac OS X , Microsoft Windows , iOS et BlackBerry Tablet OS. Le jeu utilise un moteur open source (sous la licence zlib), avec des données de jeu principalement propriétaires et en partie sous licence Creative Commons BY.

## Système de jeu
Dans Frogatto and Friends, le joueur incarne une grenouille facétieuse, Frogatto, qui s'en va de chez lui pour chercher du travail. En chemin vers la ville non loin d'où il habite, il apprend qu'un certain Milgram, une sorte de dragon, a attaqué la ville, emprisonné tous ses habitants et s'est emparé du pouvoir sur l'île où vit Frogatto. Ce dernier va se lancer dans une quête à travers toute l'île pour libérer les villageois, notamment le maire de la ville, qui lui expliquera en détail l'invasion de Milgram ; tout en collectant des pièces et en détruisant les ennemis, jusqu'à arriver finalement au château de Milgram, où il devra battre ce dernier. Si on y parvient, Milgram, vaincu, nous explique le problème : le vrai responsable est le maire, qui avait volé de l'argent à Milgram, et qui avait monté la population contre lui, ce qui avait enclenché l'invasion. Le jeu se conclut sur Milgram et Frogatto prenant le thé en discutant d'un plan pour restituer son or à Milgram.
Outre l'histoire principale du jeu, Frogatto and Friends comprend également un mode « Arcade », où le joueur peut s'entraîner et tester ses capacités dans différents niveaux d'adresse, de rapidité et d'agilité, où on doit par exemple courir sans arrêt, monter sans tomber en bas, empocher le plus de pièces possible, etc.

## Histoire

### Développement
Le jeu a été créé par une équipe de concepteur informatiques comprenant le créateur de The Battle for Wesnoth  et trois des chefs de département de Wesnoth.
Contrairement à son projet précédent, The Battle for Wesnoth , l'équipe de Frogatto a construit son développement autour d'une petite équipe centralisée, avec l'intention de construire un moteur de travail solide, et un jeu pour mettre en valeur ce moteur, avant d'essayer de construire une communauté autour de Frogatto ;  l'intention étant d'accélérer le développement en réduisant la bureaucratie informatique et de permettre une plus grande liberté de création de travail pour les concepteurs.
Le moteur du jeu est programmé en C++ avec une capacité multiplateforme en tête. Dans le fichier de licence GitHub du moteur de jeu Anura, le code source est sous licence zlib, et le contenu inclus est sous CC0. Le code source et le jeu sont disponibles publiquement depuis r125 de leur référentiel source, mais ils n'ont pas tenté de construire une communauté autour du jeu avant d'atteindre 1.0.  Les développeurs ont l'intention que le code source du jeu soit utilisé pour aider à faire d'autres jeux open-source.  Le moteur est également multi-plateforme et fonctionne sur la plupart des systèmes sur lesquels le jeu tourne. Cela aide les développeurs de platesformes plus petites (comme AmigaOS) en leur donnant certaines technologies pour créer de nouveaux jeux modernes et de haute qualité, en open source, sur (et pour) leur système (et atteindre les utilisateurs d'autres plates-formes).

### Lancement
Le jeu a été lancé pour la première fois en juillet 2010. Le jeu est disponible à l'achat pour différents systèmes d'exploitation : MacOS App store,, iPhone App Store et BlackBerry App World. En 2013, la version 1.3 est sortie sur Humble Bundle ; depuis, plusieurs modifications plus ou moins conséquentes ont été apportées à cette dernière version, sans pour autant en constituer une nouvelle.

## Accueil
Le jeu a reçu de nombreuses critiques positives, surtout pour son pixel art, son ambiance relaxante et sa finition réussie. L'agrégateur Metacritic donne la version iOS du jeu une moyenne 78/100 avec six critiques favorables.